# Lady Jane (filme)
Lady Jane (bra: Lady Jane; prt: Rainha por Nove Dias) é um filme britânico de 1986, do gênero drama histórico-biográfico, dirigido por Trevor Nun e protagonizado por Helena Bonham Carter.

## Sinopse
Retrata um pedaço da história de Lady Jane, que assumiu por nove dias o trono da Inglaterra e Irlanda através de um golpe, sucedendo a Eduardo 6.º — para assumir o trono, Jane teve de se casar com Guilford Dudley. Depois de nove dias, sua prima Maria 1.ª viu-se obrigada a mandar decapitar Jane por traição.